# Imam Rezastadion
Het Imam Rezastadion is een multifunctioneel stadion in Mashhad, een stad in Iran. Het stadion is vernoemd naar Ali ar-Rida.
De bouw van het stadion begon in maart 2011. De kosten waren ongeveer 2000 miljard Iraanse rial, wat ongeveer 80 miljoen euro is. De opening van het stadion vond plaats op 14 maart 2017. Bij die opening was dit een van de meest moderne stadions in Iran. In het stadion is plaats voor 27.700 toeschouwers. Het stadion wordt vooral gebruikt voor voetbalwedstrijden, de voetbalclub Shahr Khodro FC maakt gebruik van dit stadion. Het stadion kan ook gebruikt worden voor internationale wedstrijden van het Iraans voetbalelftal.